# Florian Schmidtke
Florian Schmidtke (* 1982 in Münster) ist ein deutscher Schauspieler.

## Leben
Florian Schmidtke, der sich in seiner Jugend nicht für das Theater interessierte, studierte nach seinem Abitur zunächst zwei Semester Rechtswissenschaft, entschied sich dann jedoch für die Schauspielerei. Sein Schauspielstudium absolvierte er, nachdem er zuvor von mehreren Hochschulen abgelehnt worden war, von 2003 bis 2007 an der Staatlichen Hochschule für Musik und Darstellende Kunst in Stuttgart. 2006 wurde er mit der Inszenierung von Merlin oder Das wüste Land, in der er die Titelrolle spielte, beim Theatertreffen deutschsprachiger Schauspielstudierender in München mit dem Ensemblepreis ausgezeichnet.
Nach dem Abschluss seiner Ausbildung war er von 2007 bis 2009 am Theater Magdeburg engagiert, wo er u. a. in Inszenierungen von Isabel Osthues, Annette Pullen und Sascha Hawemann auftrat. In Annette Pullens Iphigenie-Inszenierung spielte er, an der Seite von Melanie Straub in der Titelrolle, in der Spielzeit 2007/08 den Orest. Weitere Rollen Schmidtkes am Theater Magdeburg waren Chiron in Titus Andronicus, Mercutio sowie Tom Wingfield in Die Glasmenagerie.
Von 2009 bis 2018 gehörte er zum Schauspielensemble des Hans Otto Theaters in Potsdam.
Er spielte dort zahlreiche Rollen des klassischen und modernen Theaterrepertoires, u. a. in Stücken von William Shakespeare, Georg Büchner, Franz Grillparzer, Ödön von Horvath, Henrik Ibsen, Neil Simon und Alan Ayckbourn und arbeitete mit Regisseuren wie Stefan Otteni, Alexander Nerlich und Tobias Wellemeyer. Zu seinen Hauptrollen gehörten Tambourmajor, Jason, Paul Werner und Sebastian. Am Hans Otto Theater trat er außerdem als Nikolaus „Nikel“ Pallat im Musical Rio Reiser. König von Deutschland auf und gestaltete mit seinen beiden Schauspielkollegen Eddie Irle und Camill Jammal das musikalische Programm nachtboulevard.
Seit 2017 arbeitet Schmidtke neben dem Theater auch verstärkt für das Fernsehen und wirkte in mehreren Kino-Produktionen mit.
In der ersten Staffel der TV-Serie Barbaren (2020) hatte er als Talio eine durchgehende Nebenrolle. In der 15. Staffel der ZDF-Serie Notruf Hafenkante (2020) spielte er eine der Episodenrollen als Anführer einer Rockerbande. In der 12. Staffel der ZDF-Serie SOKO Stuttgart (2020) übernahm Schmidtke, an der Seite von Astrid M. Fünderich und Nina Siewert, eine der Episodenhauptrollen als tatverdächtiger, vorbestrafter Beteiligter an einem Raubüberfall, der von seinem Komplizen freigepresst werden soll. In der 6. Staffel der TV-Serie WaPo Bodensee (2021) spielte Schmidtke eine der Episodenhauptrollen als tatverdächtiger Biobauer und Geliebter der Ehefrau eines getöteten Geschäftsmanns. In der 18. Staffel der ZDF-Serie SOKO Wismar (2022) war Schmidtke in einer weiteren Episodenhauptrolle als tatverdächtiger Gegner eines Paket- und Logistikzentrums zu sehen. In der 5. Staffel der ZDF-Serie SOKO Potsdam (2022) spielte Florian Schmidtke den Liebhaber der Kriminalkommissarin Tamara Meurer (Anja Pahl), der sich mehr wünscht als nur unverbindliche Sex-Dates. In der 18. Staffel der ZDF-Krimiserie Der Staatsanwalt (2023) übernahm er eine der Episodenhauptrollen als tatverdächtiger, mit seinem Bruder rivalisierender Winzer aus dem Rheingau. In der 23. Staffel der ZDF-Krimiserie SOKO Leipzig (2023) war er als um das alleinige Sorgerecht kämpfender tatverdächtiger Ex-Mann einer getöteten Bandmusikerin zu sehen.
Außerdem arbeitet Schmidtke als Hörspielsprecher und nahm mehrere Hörbücher auf.
Schmidtke, der seit seinem 6. Lebensjahr verschiedene Kampfsportarten (Judo, Kung Fu, Kickboxen, Kempō Karate, Jeet Kune Do) betreibt, lebt in Berlin.

## Filmografie (Auswahl)
- 2009: Schuldig (Fernsehfilm)
- 2017: Abgestempelt: Der Widerstand (Fernsehserie, eine Folge)
- 2018: Asphaltgorillas (Kinofilm)
- 2018: Gute Zeiten, schlechte Zeiten: Leon steht unter Druck (Fernsehserie, eine Folge)
- 2019: Der Bulle und das Biest: Ruf der Leere (Fernsehserie, eine Folge)
- 2019: Ein starkes Team: Erntedank (Fernsehreihe)
- 2019, 2025: Alarm für Cobra 11 – Die Autobahnpolizei: Die Wächter von Engonia, Hoffnung (Fernsehserie, zwei Folgen)
- 2020: Spreewaldkrimi – Zeit der Wölfe (Fernsehreihe)
- 2019: Herr und Frau Bulle: Totentanz (Fernsehreihe)
- 2020: Nackte Tiere (Kinofilm)
- 2020: Notruf Hafenkante: Brüderchen und Schwesterchen (Fernsehserie, eine Folge)
- 2020: Barbaren (Fernsehserie)
- 2020: SOKO Stuttgart: Das Feuermal (Fernsehserie, eine Folge)
- 2021: Praxis mit Meerblick – Herzklopfen (Fernsehreihe)
- 2021: WaPo Bodensee: Mann im Kessel (Fernsehserie, eine Folge)
- 2022: SOKO Wismar: Respekt (Fernsehserie, eine Folge)
- 2022: Morden im Norden: Beste Freunde (Fernsehserie, eine Folge)
- 2022: Polizeiruf 110: Seine Familie kann man sich nicht aussuchen (Fernsehreihe)
- 2022: War Sailor (Krigsseileren)
- 2022: SOKO Potsdam: Tatütata (Fernsehserie, eine Folge)
- 2023: Der Staatsanwalt: Wein und Mord (Fernsehserie, eine Folge)
- 2023: SOKO Leipzig: Schunkeltod (Fernsehserie, eine Folge)
- 2023: Letzte Spur Berlin: Sixpack (Fernsehserie, eine Folge)
- 2023: Blood & Gold (Kinofilm)
- 2024: 60 Minuten (Netflixfilm)
- 2025: Alpentod – Ein Bergland-Krimi: Gemeinsame Ziele (Fernsehreihe)

## Sprecher bei Hörspielen
- 2005: Der Entenkönig (2. Teil). Regie: Oliver Sturm. SWR
- 2005: Taran und die Zauberkatze. Regie: Robert Schoen. SWR
- 2005: Taran und das Zauberschwert. Regie: Robert Schoen. SWR
- 2006: When the music's over (5 Teile). Regie: Alexander Schuhmacher. SWR
- 2006: Erinnerungen einer Sängerin am Klavier. Eine Phantasie über Jenny Lind. Regie: Heinz von Cramer. SWR
- 2007: Pushin' too hard (2 Teile). Regie: Iris Drögekamp und Benno Schurr. SWR
- 2007: Nur ein toter Gourmet ist ein guter Gourmet. Regie: Robert Matejka. DLR
- 2018: Kurzstrecke (79. Folge). Aus der Reihe: Feature, Hörspiel, Klangkunst. Realisation: Ute Wassermann. DLR